# Sax Rohmer
Sax Rohmer (* 15. Februar 1883 in Birmingham, England; † 1. Juni 1959 in White Plains, New York, USA; eigentlich Arthur Henry Sarsfield Ward) war ein englischer Kriminalautor und Esoteriker. Er hat in seinen Romanen beliebte Kultfiguren wie Dr. Fu Manchu oder Sumuru geschaffen.

## Leben und Wirken
Der in Birmingham geborene Rohmer publizierte 1903 seine erste Kurzgeschichte The Mysterious Mummy in der Wochenzeitschrift Pearson’s Weekly. 1909 heiratete er Rose Knox. Seinen Lebensunterhalt bestritt er hauptsächlich durch das Schreiben von Sketchen für Künstler in Music Halls und mit weiteren Kurzgeschichten und Fortsetzungsgeschichten für Magazine. Sein erstes Buch, Pause!, veröffentlichte er anonym 1910. Seine Arbeit als Journalist führte ihn auch durch den Chinatown-Bereich von London und inspirierte ihn zu der neuen Figur Dr. Fu Manchu. Zwischen 1912 und 1913 wurde die erste Serie von Geschichten unter dem Titel The Mystery of Dr. Fu-Manchu veröffentlicht und umgehend ein Erfolg. Weitere Geschichten um Fu Manchu machten Rohmer zu einem erfolgreichen und wohlhabenden Autor, obwohl seine eigentliche Liebe der Nahe Osten, vor allem aber Ägypten, war. Seine dort spielende Geschichte Brood of the Witch-Queen (1918) wird von Fans als einer seiner besten Romane angesehen. Nach dem Zweiten Weltkrieg siedelte Rohmer nach New York um.

## Verfilmungen
Rohmers berühmte Romanfiguren wurden von großen Schauspielern in bekannten Filmen der 1960er-Jahre verkörpert: Christopher Lee spielte das Verbrechergenie Dr. Fu Manchu und Shirley Eaton (bekannt als das goldbemalte Mädchen im James-Bond-Film Goldfinger) spielte die Rolle der Sumuru in den Filmen Sumuru – Die Tochter des Satans und Die sieben Männer der Sumuru.
Erster Star als Dr. Fu Manchu war Warner Oland (der später noch größere Berühmtheit erlangte als Detektiv Charlie Chan), der ihn in drei frühen Tonfilmen spielte: The Mysterious Dr. Fu Manchu (1929), The Return of Dr. Fu Manchu (1930) und 1931 Daughter of the Dragon. Boris Karloff spielte die Figur dann 1932 in Die Maske des Fu-Manchu (The Mask of Fu Manchu). Ein Kinoserial griff die Figur in den 1940er-Jahren ebenfalls auf in Drums of Fu Manchu und Mitte der 1950er-Jahre erfolgte eine kurzlebige Fernsehserie unter dem Titel The Adventures of Fu Manchu.
Der Zauberkünstler David T. Bamberg, der ab 1929 unter dem Pseudonym Fu Manchu auf der Bühne arbeitete, spielte in den 1940er Jahren in sechs mexikanischen Fu-Manchu-Filmen.
Wiederbelebt wurde Fu Manchu nach dem Tod von Sax Rohmer dann in den 1960er-Jahren in zahlreichen, qualitativ sehr unterschiedlichen Kinofilmen in Ich, Dr. Fu Man Chu (The Face of Fu Manchu, 1965), Die 13 Sklavinnen des Dr. Fu Man Chu (The Brides of Fu Manchu, 1966), Die Rache des Dr. Fu Man Chu (The Vengeance of Fu Manchu, 1967), Der Todeskuss des Dr. Fu Man Chu (The Blood of Fu Manchu, 1968) und Die Folterkammer des Dr. Fu Man Chu (The Castle of Fu Manchu, 1969), alle mit Christopher Lee in der Hauptrolle. Produzent Harry Alan Towers (auch der Schöpfer zahlreicher englischer Edgar-Wallace-Verfilmungen) legte in den 1960er-Jahren zwei Filme mit der Figur Sumuru auf (die 2003 noch die Science-Fiction-Adaption Sumuru – Planet der Frauen hatte) und der legendäre englische Charakterdarsteller Peter Sellers steuerte dann noch 1980 die Parodie Das boshafte Spiel des Dr. Fu Man Chu (The Fiendish Plot of Dr. Fu Manchu) bei. 
Fu Manchu trat ebenfalls in verschiedenen Marvel Comics in Erscheinung (Masters of Kung-Fu) und erhielt zwei Nachfolgeromane vom Rohmer-Biografen Cay van Ash. 2009 erschien ein weiterer Nachfolgeroman von William Patrick Maynard unter dem Titel The Terror of Fu Manchu, dem noch The Destiny of Fu Manchu (2012) und The Triumph of Fu Manchu (angekündigt) folgten.

## Werke (Auswahl)
Einzelne Romane
- Pause!. 1910 (Kurzgeschichten und Essays)
- The Sins of Séverac Bablon. 1914
  - deutsch: Der Ring des Séverac Bablon. Goldmann, Leipzig 1930.
- The Yellow Claw. 1915
  - deutsch: Die gelbe Kralle. Rijke u.Stock, Berlin 1928.
  - deutsch: Im Banne des Goldenen Drachens. Bergh, Zug, 1978.
  - deutsch: Der Höllendoktor. Rijke u. Stock, Berlin, 1928.
- The Exploits of Captain O’Hagan. 1916 (Kurzgeschichten)
- Brood of the Witch Queen. 1918
  - deutsch: Die Mumienkäfer. Pabel, Rastatt, 1974; Neuausgabe: Apex-Verlag, München, 2019.
- Tales of Secret Egypt. 1918 (Kurzgeschichten)
  - deutsch: Geheimnisvolles Ägypten. Goldmann, Leipzig 1932.
- The Orchard of Tears. 1918
- The Quest of the Sacred Slipper. 1919
- Dope: A Story of Chinatown and the Drug Traffic. 1919
  - deutsch: Der Opiumkönig. Rijke u. Stock, Berlin, 1927.
- The Golden Scorpion. 1919
  - deutsch: Der Goldene Skorpion. Rijke u. Stock, Berlin 1928.
- The Dream Detective, Being Some Account of the Methods of Moris Klaw. 1920 (Kurzgeschichten)
- The Green Eyes of Bâst. 1920
- The Haunting of Low Fennel. 1920 (Kurzgeschichten)
  - deutsch: Die Türkisenkette. Goldmann, Leipzig, 1933.
- Bat Wing. 1921.
  - deutsch: Vampirflügel. Rijke u. Stock, Berlin 1928.
- Fire-Tongue. 1921
  - deutsch: Feuerzunge. Rijke u. Stock, Berlin 1927.
- Tales of Chinatown. 1922 (Kurzgeschichten)
  - deutsch: Im Schatten des Chinesenviertels. Goldmann, Leipzig 1932.
- The Grey Face. 1924
  - deutsch: Das graue Gesicht. Rijke u. Stock, Berlin, 1927.
- Yellow Shadows. 1925
  - deutsch: Gelbe Schatten. Goldmann, Leipzig 1933.
- Moon of Madness. 1927
  - deutsch: Der Mond des Wahnsinns. Goldmann, Leipzig 1932.
- She Who Sleeps. 1927
  - deutsch: Die Schlafende. Goldmann, Leipzig 1931.
- The Emperor of America. 1929
  - deutsch: Der Kaiser von Amerika. Goldmann, Leipzig 1930.
- The Day the World Ended. 1930
  - deutsch: Der heilige Pantoffel. Goldmann, Leipzig 1930.
  - deutsch: Der Tag, an dem die Welt untergehen sollte. Goldmann, Leipzig 1931.
- Yu'an Hee See Laughs. 1932
- Tales of East and West. 1932 (Kurzgeschichten)
- The Bat Flies Low. 1935
- White Velvet. 1936
- Salute to Bazarada and Other Stories. 1939 (Kurzgeschichten)
- Seven Sins. 1943
- Egyptian Nights. 1944
- Hangover House. 1949
- Nude in Mink. 1950
- Wulfheim. 1950
- Sumuru. 1951
- The Fire Goddess. 1952
- The Moon is Red. 1954
- Return of Sumuru. 1954
- Sinister Madonna. 1944
- The Secret of Holm Peel and Other Strange Stories. 1970 (Kurzgeschichten, posthum erschienen)

Fu-Manchu-Zyklus
- The Mystery of Dr. Fu-Manchu. 1913
  - deutsche Erstausgabe: Die Mission des Dr. Fu-Mandschu. Rijke u. Stock, Berlin, 1927.
  - deutsche Neuausgaben: Das Geheimnis des Dr. Fu-Manchu. Edition Sven-Erik Bergh, Zug, 1975; Lübbe, Bergisch Gladbach, 1980 und Apex-Verlag, München, 2019.
- The Devil Doctor. (auch: The Return of Dr Fu-Manchu), 1916
- The Si-Fan Mysteries. (auch: The Hand of Fu-Manchu), 1917
- The Daughter of Fu Manchu. 1931
- The Mask of Fu Manchu. 1932
- Fu Manchu’s Bride. 1933
- The Trail of Fu Manchu. 1934
- President Fu Manchu. 1934
- The Drums of Fu Manchu. 1939
- The Island of Fu Manchu. 1941
- The Shadow of Fu Manchu. 1948
- Re-enter Fu Manchu. 1957
- Emperor Fu Manchu. 1959
- The Wrath of Fu Manchu and Other Stories. 1973 (Kurzgeschichten, posthum erschienen)